# Október 18.
Október 18. az év 291. (szökőévben 292.) napja a Gergely-naptár szerint. Az évből még 74 nap van hátra.
Névnapok: Lukács + Ambrus, Jusztusz

## Események
- 1239 – Róbert esztergomi érsek megkereszteli IV. Béla király elsőszülött fiát, Istvánt.
- 1297 – III. András király a soproni polgárokat felmenti az országban szedett vámok megfizetése alól.
- 1514 – Megszűnik a magyar jobbágyok szabadsága. Az ország minden parasztját (kivéve a szabad királyi városok lakosait), szabadságvesztéssel büntetik, ha engedély nélkül elköltöznek. Bevezetik a robotot, a cenzust és a kilencedet.
- 1514 – Elkészül a Tripartitum (Hármaskönyv).
- 1526 – A magyar–török háború (1521–26) befejezése, I. Szulejmán oszmán szultán kivonul Magyarországról.
- 1599 – Báthory András erdélyi fejedelem veresége a székelyektől és Mihai Viteazul vajda seregeitől Schellenbergnél.
- 1685 – XIV. Lajos francia király  visszavonja a IV. Henrik által kiadott nantes-i ediktumot, melyben elismerték a protestánsok vallásszabadságát.
- 1748 – Az osztrák örökösödési háborút lezáró aacheni béke aláírása.
- 1867 – Alaszka az Amerikai Egyesült Államok birtokává válik.
- 1869 – Az Osztrák–Magyar Monarchia barátsági, kereskedelmi és hajózási szerződést köt Japánnal.
- 1904 – A budapesti Központi Városháza Károly körúti szárnyának I. emeletén megnyílik a Fővárosi Könyvtár.
- 1907 – Hágában aláírják a hágai szerződést a Második Nemzetközi Hágai Békekonferencián.
- 1915 – Első világháború: A harmadik isonzói csata kezdete, az olasz hadsereg nagy erejű támadásaival szemben az Osztrák–Magyar Monarchia sikeresen védekezik.
- 1918 – Tomáš Garrigue Masaryk az egyesült államokbeli Pittsburgban kiadja a Csehszlovák Függetlenségi Nyilatkozatot.
- 1919 – A Budapesten működő Szövetségközi Katonai Ellenőrző Bizottság H. E. Yates amerikai ezredest nevezi ki a magyar rendőrség és csendőrség főfelügyelőjévé és ellenőrévé.
- 1922 – Megalakul a British Broadcasting Corporation (BBC).
- 1944 – Szovjet csapatok megszállják Csehszlovákiát.

| – Szálasi Ferenc „nemzetvezető” elrendeli a teljes mozgósítást. |

| – A Moszkvából Szegedre érkező Vas Zoltán közreműködésével megalakul a Magyar Kommunista Párt (MKP) szegedi szervezete. |

| – A nyilas közellátásügyi miniszter rendelete a napi kenyérfejadagot 20 dkg-ra csökkenti. |

| – Megjelenik a „Szegedi Népakarat”. |

| – Véget ér Winston Churchill és Sztálin moszkvai találkozója. |

| – Josip Broz Titót a nyugati szövetségesek is elismerik a jugoszláv kormány vezetőjének. |

- 1954 – A Texas Instruments bemutatja az első tranzisztoros rádiót.
- 1967 – 127 napos út után szovjet űrszonda (Venyera–4) száll le a Vénuszra, „eljuttatva a szovjet címert és zászlót a bolygóra.”
- 1964 – A tokiói olimpiára készülve Japánban üzembe helyezik a világ első nagysebességű vasútvonalát, a Tókaidó Sinkanszent.
- 1975 – Megnyílik a Saint-Nazaire híd.
- 1977 – A Mogadishu-ban meghiúsított túszejtő akció nyomán kollektív öngyilkosságot követnek el a német RAF (Vörös Hadsereg Frakció) terrorszervezet Stuttgart-Stammheim börtönben őrzött vezérei: Andreas Baader, Gudrun Ensslin, Jan-Carl Raspe és Irmgard Möller.
- 1989 – Egon Krenz-et választják a Német Szocialista Egységpárt (az SED) Központi Bizottságának első titkárává, Erich Honecker utódjává, Kelet-Németország politikai vezetőjévé.

| – Elindul a Galileo űrszonda, amelyet az Atlantis űrrepülőgép szállított a Föld körüli pályára. |

- 2013 – A Pesterzsébeti temetőben végső nyugalomra helyezték az egy hónappal korábban, kocogás közben megölt soroksári családanyát, Kardosné Gyurik Krisztinát

## Sportesemények
Formula–1
- 1987 –  mexikói nagydíj, Mexikóváros - Győztes: Nigel Mansell  (Williams Honda Turbo)
- 2009 –  brazil nagydíj, Interlagos - Győztes: Mark Webber  (Red Bull Racing Renault)

## Születések
- 1663 – Savoyai Jenő herceg, (er. Eugène de Savoie-Carignan francia gróf), a német-római császári hadsereg tábornoka, sikeres hadvezér († 1736)
- 1741 – Pierre Choderlos de Laclos, francia író, tábornok, a Veszedelmes viszonyok című regény szerzője († 1803)
- 1754 – Esterházy Nepomuk János, Veszprém vármegye főispánja, mecénás és gyűjtő († 1840)
- 1777 – Heinrich von Kleist német drámaíró, költő († 1811)
- 1794 – Almási Balogh Pál homeopátiás magyar orvos, nyelvész, barlangkutató († 1867)
- 1812 - Conlegner Károly számtan- és könyvviteltanár, a műegyetem rektora, közgazdász, gazdasági író, királyi tanácsos, 1849 februárjától a szabadságharc bankjegynyomdájának igazgatója. († 1892)
- 1823 – Ipolyi Arnold magyar művészettörténész, püspök, a rendszeres műemlékvédelem magyarországi megalapítója († 1886)
- 1845 – Klug Nándor orvos, fiziológus, az MTA tagja († 1909)
- 1854 – Karl Kautsky osztrák szociáldemokrata politikus, marxista teoretikus, szakíró († 1938)
- 1859 – Henri Bergson francia filozófus, irodalmi Nobel-díjas († 1941)
- 1879 – Grzegorz Fitelberg lengyel karmester, zeneszerző, hegedűművész és zenepedagógus († 1953)
- 1887 – Abonyi Tivadar magyar színész, színházi rendező, festőművész († 1968)
- 1894 – Déry Tibor Kossuth-díjas magyar író, költő († 1977)
- 1898 – Lotte Lenya (er. Karoline Wilhelmine Blamauer), német énekesnő, színésznő († 1981)
- 1902 – Pascual Jordan német fizikus, a kvantum-elektrodinamika egyik megalapozója († 1980).
- 1916 – Simonyi Károly magyar mérnök, fizikus, kiemelkedő tudós-tanár († 2001)
- 1919 – Pierre Trudeau Kanada 15. miniszterelnöke († 2000)
- 1920 – Melína Merkúri görög színésznő, politikus († 1994)
- 1926
  - Klaus Kinski (eredeti nevén: Klaus-Günther Nakszynski) lengyel származású német színész († 1991)
  - Chuck Berry amerikai zenész, gitáros, énekes († 2017)
- 1927
  - George C. Scott amerikai Oscar-díjas színész, rendező, producer († 1999)
  - Lakatos Gabriella Kossuth-díjas magyar balettművész († 1989)
- 1928 – Baracsi Ferenc magyar színész
- 1932 – Vytautas Landsbergis litván zenetudós, politikus
- 1933 – Ludovico Scarfiotti olasz autóversenyző († 1968)
- 1937 – Günther Seiffert német autóversenyző
- 1938 – Madár Gábor visszavonult magyar labdarúgó, utánpótlásedző
- 1939 – Lee Harvey Oswald Kennedy elnök feltételezett gyilkosa († 1963)
- 1940 – Kulcsár Győző négyszeres olimpiai bajnok magyar vívó, a nemzet sportolója († 2018)
- 1943 – Orsovai Valéria festőművész
- 1946 – Zsadon Andrea Jászai Mari-díjas magyar színésznő, operaénekesnő
- 1956 – Martina Navratilova cseh származású amerikai teniszbajnoknő
- 1957
  - Sasvári Sándor Jászai Mari-díjas magyar színész, énekes
  - Precious Wilson jamaicai énekesnő
  - Tömböl László vezérezredes, vezérkari főnök
- 1960
  - Jean-Claude Van Damme belga színész
  - Craig Mello Nobel-díjas amerikai biológus, a molekuláris orvostudomány professzora
- 1967 – Csengeri Attila magyar színész, énekes
- 1968 – Szokolai Péter magyar színész († 2020)
- 1979 – Ana Pouhila tongai atléta
- 1982 – Szvitlana Loboda ukrán énekesnő, zeneszerző, fényképész, jelmeztervező és műsorvezető
- 1987 – Zac Efron amerikai színész, énekes
- 1988 – Moris Pfeifhofer svájci műkorcsolyázó
- 1988 – Efe Ambrose nigériai labdarúgó
- 1991 – Tyler Posey amerikai színész

## Halálozások
- 1558 – Mária magyar királyné, Habsburg főhercegnő, Habsburg Ferdinánd húga, II. Lajos magyar király felesége, özvegye (* 1505)
- 1634 – Hans Ulrich von Eggenberg osztrák államférfi, tartományfőnök (* 1568)
- 1845 – Jean-Dominique Cassini francia csillagász (* 1748)
- 1871 – Charles Babbage angol matematikus, a számítógép megalkotója (* 1791)
- 1876 – Jakab István drámaíró, műfordító, zeneszerző, publicista, az MTA tagja (* 1798)
- 1893 – Charles Gounod francia zeneszerző (* 1818)
- 1897 – Wachtler Fülöp vésnök, rézmetsző, a Kossuth-bankók kliséinek metszője (* 1816)
- 1911 – Alfred Binet francia fejlődéspszichológus, 1910-ben ő állította össze az első intelligenciatesztet (* 1857)
- 1921 – III. Lajos bajor király (* 1845)
- 1931 – Thomas Alva Edison amerikai mérnök, feltaláló (* 1847)
- 1965 – Beregi Oszkár magyar színész, rendező (* 1876)
- 1968 – Tóth Aladár Baumgarten-díjas, Kossuth-díjas magyar zenetudós, zeneesztéta (* 1898)
- 1969 – Buza László nemzetközi jogász, egyetemi tanár (* 1885)
- 1972 – Julesz Miklós orvos, belgyógyász, endokrinológus, az MTA tagja (* 1904)
- 1975 – Al Lettieri amerikai színész (* 1928)
- 1982 – Radics Béla magyar gitáros, énekes, zeneszerző (* 1946)
- 1993 – Feleki Kamill Kossuth-díjas magyar színművész (* 1908)
- 1995 – Borbíró Andrea magyar színésznő, koreográfus (* 1926)
- 1995 – Ted Whiteway (Edward Norton Whiteway) brit autóversenyző (* 1928)
- 1999 – John Cannon kanadai autóversenyző (* 1937)
- 2021 – Kornai János Széchenyi-díjas magyar közgazdász, egyetemi tanár (* 1928)

## Nemzeti ünnepek, emléknapok, világnapok
- 2002 óta – A magyar festészet napja, Szent Lukács névnapján, aki a festők védőszentje.
- Európai Unió Emberkereskedelem Elleni Napja
- Alaszka napja.